# Saleh Abdulhamid
Saleh Abdulhamid (ur. 4 sierpnia 1982) – bahrajński piłkarz występujący na pozycji obrońcy w drużynie Al-Najma SC.

## Kariera piłkarska
Saleh Abdulhamid w przeszłości grał w drużynach Busaiteen i Al-Najma SC z Bahrajnu, Al Nasr z Kuwejtu oraz Al-Raed z Arabii Saudyjskiej. Obecnie ponownie jest obrońcą Al-Najma. W 2010 zadebiutował w reprezentacji Bahrajnu. W 2011 został powołany do kadry na Puchar Azji rozgrywany w Katarze. Jego drużyna zajęła 3. miejsce w grupie i nie awansowała do dalszej fazy.